# Quincey Morris
Quincey P. Morris est un des personnages centraux du roman Dracula de Bram Stoker, aux côtés de Abraham Van Helsing, Jonathan Harker, Mina Harker, John Seward.

On sait peu de chose sur lui, et bien que très présent, son rôle dans l'action est un peu secondaire  sauf à la fin, où il meurt en tuant le comte Dracula en Transylvanie. Les époux Harker décident alors d'appeler leur premier enfant Quincey Harker.

## Interprétations au cinéma
Cette liste n'est pas exhaustive.
- Jack Taylor dans Les Nuits de Dracula (1970) de Jesús Franco
- Billy Campbell dans Dracula (1992) de Francis Ford Coppola